# 女性向遊戲世界對路人角色很不友好
《女性向遊戲世界對路人角色很不友好》（簡稱「路人世界」）是三嶋與夢所撰寫的日本輕小說，2017年10月至2019年10月於成為小說家吧連載。2018年5月至2024年3月經微雜誌社出版實體書籍，由臺灣插畫繪師孟達擔綱插畫，全12卷。改編漫畫由潮里潤負責，全13卷。改編外傳漫畫《女性向遊戲幼稚園對路人角色很不友好》由負責，全2卷。2022年12月28日，以原本在網路和本篇小說後附錄的IF線故事「瑪麗耶路線」獲得書籍化正式出版，命名為《那部女性向遊戲世界對我們很不友好》（日語：（あの乙女ゲーは俺たちに厳しい世界です）是三嶋與夢所著的日本輕小說，由日本插畫繪師悠井擔綱插畫，出版至今共2卷。改編漫畫由福原蓮士負責。在《月刊龍時代》於2025年9月號開始連載《女性向遊戲世界對路人角色很不友好【共和國篇】》。
《這本輕小說真厲害！2024》單行本、Novels部門第18位。截止2024年7月，系列累積發行量逾450萬本。
2021年11月25日宣布將獲改編為電視動畫。第1季於2022年4月3日至6月19日播映，動畫製作公司是ENGI。2022年12月26日宣佈將會製作第2季。

## 故事簡介
在這個女尊男卑的世界裡，下級貴族家庭出身的里昂突然覺醒了前世的記憶，想起了這是他前世猝死前遊玩過的女性向遊戲的世界。轉生為路人角色的他，因為得知自己可能被賣給某個貴族老太婆當成玩物，決定活用從遊戲中得到的知識與訊息，取得了「失落物品」來改變自己的命運。
里昂雖然成功逃過被當成犧牲品的可能性，並進入貴族學園就讀，卻又陷入了不得不在求學期間找到結婚對象的大麻煩。同時他還發現原本應該屬於主角的待遇和機緣，全被一名名為瑪麗耶的少女給取代了。就這樣里昂與遊戲原本的女主角奧莉薇亞、原來是擔當反派千金角色的安潔莉卡成為了同伴，開始了他在這個世界的故事。

## 登場人物
聲優以廣播劇CD／電視動畫次序排列，僅列一人者均為電視動畫的聲優。

### 主要角色
里昂·馮·巴魯特法爾特（聲：小林裕介／大塚剛央、赤尾光（童年））
本作的男主角。鄉下男爵家庭出身，擁有日本人的遺傳基因。轉生者，個性乖僻但內心善良，卻也十分狡猾卑鄙。由於前世過勞死的緣故，因而渴望過平凡的生活，想貫徹路人角色，卻總是事與願違。因為自己衝動且脫序的行事風格給周圍造成許多麻煩，使其他人對自己的評價非常低。因不斷立下偉大的功績，而使地位不斷提升，成為遠近馳名的救國英雄。與公國戰爭後晉升為伯爵，並且被安潔莉卡和奧莉維亞告白，在兩人的計謀下迫使自己與兩人訂婚。在轉生前曾稱呼奧莉薇亞為「心機女」，但轉生後自從親自接觸了奧莉薇亞本人後便瞬間改觀了。本來十分厭惡擾亂故事走向開逆後宮的瑪麗耶，後來於小說第3卷得知瑪麗耶為自己前世的妹妹並且相認，對她的態度才有所轉變，十分同情瑪麗耶今世的悲慘遭遇，並在各方面援助她。
由於兩度擊敗公國，又總是沒有殺死並且饒過手下敗將，使對方認為自己受到了屈辱，因而被世人稱為「外道騎士」。
因為多次被捲入戰爭，加上前世生活在和平年代從未經歷戰亂殺戮，知道交手對象是人而不下殺手也是源自於此。但為了阻止戰亂不得不殺人，為此身心俱疲累積了大量壓力，必須依賴藥物方能入睡。
由於在戰爭前簽下了在戰爭後仍然存活就必須彼此結婚的合約，因此在結局與安潔莉卡、奧莉薇亞、諾艾爾、米蓮、戴德莉、克拉莉絲、赫特魯蒂、露易潔結婚。並且成為了王國新任國王。
IF线：开头发现玛丽耶想接触5傻并阻止她，后在不知对方是前世妹妹情况下開始交往。雙方曾一度猜測彼此前世身分，但是在談話中，兩邊的證詞對不上而雙方放下心來。雖然里昂還是一直覺得玛丽耶的行為舉止與前世的妹妹很像，不過到後來里昂還是鼓起勇氣與玛丽耶告白並與之訂婚。
專用機為亞洛岡茲。
亞洛岡茲
由魯克西翁為里昂度身訂造的專用機，機體名字的意思為「傲慢」。其性能遠在荷爾法特王國所有現役的機體之上。與笨重的外型相反，擁有十分優秀的機動性。
魯克西翁（聲：白井悠介／石田彰）
里昂的搭檔。因為里昂身上留有舊人類﹙日本人﹚的基因，所以對李昂有濃厚的興趣。舊人類所製造的宇宙移民用運輸船中搭載的人工智能，性能上非常萬能，十分痛恨且厭惡新人類與其製作的生物兵器，期望著有朝一日能夠親手消滅所有新人類。平時會以紅色單眼的機器球體飄浮著跟在里昂身邊。常吐槽做事特別亂來的里昂。儘管常常跟里昂鬥嘴並且挖苦對方，但其實對能夠找到自己的里昂有很高的評價。在各方面上提供里昂極大的幫助，使里昂能夠快速發跡。
奧莉薇亞（聲：花守由美里／市之瀨加那）
本作的雙女主角之一。特別獲准就讀貴族學園的鄉下少女。里昂前世所遊玩的女性向遊戲的主角，聖女。擅長治癒魔法，由於是平民出身，因此在學園裡常被其他貴族瞧不起與欺負。因瑪麗耶介入，導致沒有跟其他五位攻略角色有所進展，到後來更反而喜歡上里昂。在安潔莉卡被尤利烏斯甩了並且解除婚約之後，便常常陪在她的身邊而成為了朋友。之後常與里昂跟安潔莉卡一起行動。因為時常受到里昂的幫助與溫柔的對待而愛上里昂。於小說第3卷跟安潔莉卡一起與里昂訂婚，成為里昂第一名未婚妻。與安潔莉卡的感情非常好，甚至到了百合的程度。對於里昂的感情很沉重，佔有慾強，容易忌妒，有時也會顯露出病嬌的氣質。有着好學的一面，由假期時己經將學園內圖書館的館藏觀看完畢。在冒險者方面與其他荷爾法特王國貴族不同，相對以探究及調查歷史及文化等考古方面為主。
實際上是初代聖女的後代，繼承了初代聖女濃厚的血脈。
結局與里昂結婚，成為其妻子，負責監視里昂不讓對方增加後宮。
IF线：被初代聖女附身，對王國展開報復。
安潔莉卡·拉法·雷德古列夫（聲：久保百合花／菲魯茲·藍）
本作的雙女主角之一。公爵家的千金與王太子的原未婚妻。里昂前世所遊玩的女性向遊戲的反派角色。被尤利烏斯甩了並且解除婚約之後，受到奧莉薇亞安慰與陪伴，於是兩人成為朋友，之後也常常與里昂跟奧莉薇亞一起行動。雖然常因里昂脫序行為而感到困擾，但常常受到里昂的幫助，且在長久相處下愛上里昂，於小說第3卷跟奧莉薇亞一起與里昂訂婚，成為里昂第二名未婚妻。與奧莉薇亞的感情非常好，甚至到了百合的程度。
與其他荷爾法特王國貴族一樣，對成為冒險者懷著強烈的憧憬的一面。
結局與里昂結婚，成為其妻子，負責處理政務。
瑪麗耶·馮·拉芬（聲：種崎敦美／佐倉綾音）
子爵家的千金，擁有日本人的遺傳基因。奪走了原本屬於奧莉薇亞的機會，和王子等人開始交往。討厭奧莉薇亞，在奧莉薇亞嘗試和她打交道時，對其表現出厭惡的態度回應。
轉生者，里昂前世的妹妹，十分依賴哥哥，導致主角前世過勞死的元兇。對於哥哥的死感到十分錯愕悲傷與自責，在哥哥的喪禮結束後，被父母趕出家門。之後有一名女兒，後來交由自己的父母幫忙照顧，最後被有暴力傾向的男朋友打死，對自己的女兒感到虧欠。由於前世非常不幸的經歷，因而渴望過奢華幸福的生活。為此她不擇手段地攻略遊戲中五名可攻略角色，並成為了聖女。然而自己並沒有完整攻略完遊戲，對遊戲劇情一知半解，因此引發了許多的混亂，擾亂了遊戲中大多數重要人物的人生。後來還是由里昂幫自己善後。於小說第3卷與里昂相認。
因為五位可攻略角色缺乏常識，而常常給自己添了許多麻煩。今世的家人又常常以自己的名義到處借錢，而欠下一屁股債，所以過得十分悲慘。常常受到里昂的照顧與資助，此外十分害怕里昂生氣樣子。對時常添麻煩的五人並無多少好感，但還是會照顧他們。富有同情心，對自己重視的人很友好。因自己的各種經歷而家事萬能，且意外地非常知足節儉並十分厭惡賭博，食量非常大，也非常喜歡金錢。因為在成長期非常努力學習治癒魔法和各種知識，加上過得很辛苦，導致身體沒有攝取足夠的營養與休息，因此個頭嬌小，胸部也很小。因為自己會身體強化魔法，所以力氣異常強大。於小說第9卷與前世的女兒艾瑞卡相認。
與同為轉生者的蕾莉亞關係惡劣，雙方初次見面時便互相指責對方。開逆後宮的行為也被蕾莉亞嘲諷。
實際上有聖女的血統卻不如奧莉薇亞濃厚，因此能使用聖女的裝備，本人對此毫不知情。
在三部作品中，唯一認真遊玩的只有第二作。（第一作是推給哥哥玩，在哥哥死後讀取遊戲確認進度，而第三作則玩到一半時被男朋友打死。）
番外篇中透露，其實是個兄控，自己所認為最強的事物即為兄長。在番外篇if線中，里昂一開始阻止了瑪麗耶攻略五名男性的行為，後來在不知道里昂是自己前世的兄長的情況下，與里昂成為戀人。
克莉耶爾
負責管理精靈島遺跡的人工智能，因魯克西翁的認證而啟動。
諾艾爾·貝爾崔
瑪麗耶前世所遊玩的女性向遊戲第二部的主角。個性不拘小節、開朗活潑。真名為諾艾爾·吉爾·萊斯皮納斯，聖樹的巫女。與妹妹蕾莉亞相反，與瑪麗耶的關係要好。在里昂與艾爾澤共和國一戰中，因為艾米爾的爆走，諾艾爾為保護妹妹蕾莉亞而負傷，生命一度垂危之際被終於下定決心的里昂告白，所以罵了里昂一聲「騙子」。被里昂邀請至荷爾法特王國留學，後成為里昂第三名未婚妻，並以在荷爾法特王國留學的名義轉學到里昂就讀的貴族學校。
結局與里昂結婚，成為其妻子，負責養育孩子。目前正在懷孕中。
IF线：在阻止聖樹暴走死亡。

### 攻略對象
里昂前世所遊玩的女性向遊戲的五位可攻略角色，皆為長相帥氣，且地位崇高的五位花花公子。由於瑪麗耶的出現而使他們愛上了瑪麗耶而非奧莉薇亞。同時因為他們在金錢觀上缺乏了常識，在戰鬥方面也常有漏洞百出，因而被里昂稱他們為“五傻”。同時原本應當與他們相愛的奧莉薇亞也分別評價他們“浮誇”（尤利烏斯）、“腹黑”（吉爾克）、“自戀狂”（布拉德）、“輕浮”（克里斯）和“頭腦簡單的莽夫”（古雷格）等。
尤利烏斯·拉法·荷爾法特（聲：逢坂良太／鈴村健一）
遊戲可攻略角色之一。荷爾法特王國王太子。決鬥事件中敗給里昂後被廢嫡。
吉爾克·菲亞·馬摩利亞（聲：橘龍丸／鳥海浩輔）
遊戲可攻略角色之一。宮廷貴族，王太子的同奶兄弟，腹黑程度不輸里昂。其人品低劣到連艾瑞卡也無法為其辯護的程度。擅長以熱兵器戰鬥。
布拉德·馮·菲爾德（聲：酒井廣大／立花慎之介）
遊戲可攻略角色之一。邊境伯的繼承人，擅長魔法，同時也相當自戀，自尊心高，喜歡出風頭，但自己作為五位可攻略角色當中實力最弱的這件事相當在意，曾為此練習自己不擅長的劍術。
克里斯·菲亞·亞克萊特（聲：左座翔丸／遊佐浩二）
遊戲可攻略角色之一。伯爵家庭的繼承人，不擅長表露感情，也不輕敵，父親是稱為劍聖的偉人，擅長劍術，但對於劍術以外的戰鬥一竅不通。
古雷格·馮·席帕葛（聲：藤井達也／檜山修之）
遊戲可攻略角色之一。伯爵家庭的繼承人。亦會以冒險者身份行動，自尊心強，且經常莽撞行事，盔甲戰鬥經驗非常豐富，看不起實戰經驗不足的貴族。

### 荷爾法特王國
里昂前世所遊玩的女性向遊戲的舞台，由6位冒險者（5位可攻略角色的祖先）成立的國家。有著悠久封建制度的國家，作為冒險者成立的國家，冒險者在該國有著崇高的禮遇，由於國家限制了貴族們的財富和影響力的政策，此舉對子爵以下的貴族非常不利，必須透過通婚和政治聯姻來提升社會地位。自故事一開始該國雖然國政和社會由男性主導，但由於婦女特權，導致該國女尊男卑的問題非常嚴重，男性的地位甚至比奴隸還低，且飽受女性貴族們的歧視。但自從公國戰爭之後，廢除了婦女特權，致使女尊男卑的問題有所翻轉。

#### 荷爾法特王家
羅蘭·拉法·荷爾法特
荷爾法特王國的國王，尤利烏斯、艾瑞卡、傑克的父親。是個差勁的國王，性格惡劣，儘管有政治上的才能，但對國務不怎麼關心，總是把工作丟給米蓮王后，怕麻煩，好於美色，喜歡搭訕其他美女，對自己的妻子米蓮不抱有愛情，卻十分溺愛女兒艾瑞卡。事實上由於自己是被自己的叔父硬拱上王位的，再加上怕麻煩的個性使自己已經厭倦了王位的生活，渴望找個藉口退位。雖然對里昂的評價高，但因對方總是搶自己風頭，因而與其是死對頭且關係不合，兩人常常找對方麻煩，同時也會以「加官晉爵」的名義刻意給對方施壓。
結局時如願退位並與米蓮離婚，之後又被女性刺傷住院。
米蓮·拉法·荷爾法特（聲：大原沙耶香）
荷爾法特王國的王妃，尤利烏斯與艾瑞卡的母親，銀色長髮美女，性格理性善良，對自己的丈夫羅蘭與兒子尤利烏斯感到非常頭疼，對羅蘭不抱有愛情。許多國務是由自己代替國王負責，政治才能高於國王。出生雷帕特聯合王國，且沒上過學，是嫁到荷爾法特王國後才了解王國的風情。是里昂喜歡的類型，常常被里昂調戲與關心而心動，如果收到里昂的信跟禮物會感到很開心，常被周圍的人誤認為是里昂的情人。
結局與里昂結婚，成為其妻子。
艾瑞卡·拉法·荷爾法特
荷爾法特王國的公主。尤利烏斯的妹妹。擁有日本人的遺傳基因。瑪麗耶前世所遊玩的女性向遊戲第三部的反派角色。
轉生者，瑪麗耶前世的女兒，性格溫柔且成熟穩重。在長大後照顧祖父母直到二人終老，甚至活到六十多歲。於小說第9卷與前世的母親瑪麗耶相認。深受母親瑪麗耶與舅舅里昂的溺愛。
其體弱多病的原因是由於魔素對作為舊人類的她是猶如劇毒般的存在。
結局時告知里昂女性向遊戲在她前世時已發行到第六部。
傑克·拉法·荷爾法特
荷爾法特王國的王子，尤利烏斯同父異母的弟弟，艾瑞卡同父異母的哥哥。瑪麗耶前世所遊玩的女性向遊戲第三部的可攻略角色。
在圖書館中對亞蕾（性轉後的亞倫「亞隆」）一見鍾情。

#### 巴魯特法爾特家
巴魯卡斯·馮·巴魯特法爾特（聲：新垣樽助）
里昂的父親，爵位為男爵。但因為長年操勞於農業發展，看起來一點都不像是個貴族。
對太過亂來且十分活躍的里昂感到有點胃痛，不過在得知女兒的僕從米奧出賣里昂後展現出能單手壓制身為獸人的米奧的強悍武力，並果決地將其處決，其氣勢一度鎮壓了正在無理取鬧的正妻佐拉。雖然過去表現得有些畏懼佐拉，但在佐拉不願與王國共存執意逃跑之際也直接的與其離婚，並接手了里昂指派的王國防禦任務，成為兒子堅實的後盾。
琉絲·馮·巴魯特法爾特（聲：川澄綾子）
里昂的母親，巴魯卡斯的側室。為騎士家族之女，與巴魯卡斯之間有著深厚的感情，但出身較低而屈居佐拉之下成為側室。佐拉被廢除貴族地位後升格為正室。與諾艾爾相處融洽。
對里昂的成長與出人頭地感到欣慰，對他有多名妻子這點也十分包容。
尼克斯·馮·巴魯特法爾特（聲：河瀨茉希（童年））
琉絲之子，里昂的二哥，實際上的大哥。與有名的弟弟里昂相對比較不顯眼，性格溫和，但有時會意外的強勢。實際上有著優秀的駕駛技術與指揮能力，擁有獨自殲滅偽裝成空賊的拉榭爾神聖王國軍隊實力。十分羨慕弟弟里昂有數名貌美、性格好的未婚妻﹙奧莉薇亞、安潔莉卡、諾艾爾﹚。第八卷和瑪麗耶if線中都是與羅茲布雷伯爵家的千金朵洛希亞結婚。
緁娜·馮·巴魯特法爾特（聲：長谷川育美）
琉絲之女，里昂的二姐，實際上的大姐。深受王國女尊男卑的文化影響，對待弟弟里昂相當苛刻，在弟弟升為男爵後，以重金購買獸人僕從米奧。在弟弟里昂與尤利烏斯等人決鬥時，暗中在亞洛岡茲安裝炸彈。對家務一竅不通。在公國戰爭結束後對弟弟產生愧疚感。事實上相當重視弟妹，在自己與芬莉遭到路特亞特挾持時，曾為了保護芬莉而不惜犧牲自己。
芬莉·馮·巴魯特法爾特
琉絲之女，里昂的妹妹，實際上的次女。性格有仇必報，曾狠狠蹂躪屢次苛刻對待自己和姊姊緁娜的梅爾榭。
可林·馮·巴魯特法爾特
琉絲之子，里昂的弟弟，實際上的三男。
米奧
男性獸人，緁娜在里昂升為男爵後購入的僕從。後在公國入侵時因陷害里昂而被巴魯卡斯親自斬首。
尤梅莉亞
女性精靈，巴魯特法爾特家的女傭，凱爾的母親，身材嬌小的童顏巨乳。性格溫和且天然，十分迷糊導致做事容易犯錯，因此讓兒子凱爾感到困擾。
由於兒子是半精靈的緣故，對主要經濟來源是從事人類貴族情人的精靈族來說是絕對要隱瞞和避諱地存在，因而受到故鄉的忌憚，里昂在來到精靈族居住地後知道了此事，為了安撫凱爾，於是將她雇傭為老家的女僕。
獨有的魔法能力為使植物快速成長。
朵洛希亞·馮·巴魯特法爾特
尼克斯的妻子，戴德莉的姐姐。原本是羅茲布雷伯爵家的千金，還在學園就讀時便是性格高冷的高嶺之花。家事萬能。在收到尼克斯贈送的項圈後愛上了對方。對尼克斯的感情十分沉重。第十二卷時已懷孕。

#### 佐拉一家
佐拉（聲：折笠愛）
巴魯卡斯的前正室。企圖把里昂入贅到「淑女之森」的老太婆家族。後因公國入侵時逃亡而被廢除貴族地位和離婚。失去地位後加入了「淑女之森」，並企圖顛覆荷爾法特王國以回歸女尊男卑的社會，同時打算向里昂報復，把魔裝碎片埋入路特亞特體內，最後被變成怪物的路特亞特吞食。
路特亞特
佐拉之子，里昂的名義上的大哥，實際上是佐拉與精靈僕從所生，與里昂沒有血緣關係。後因公國入侵時逃亡而被廢除貴族地位。失去地位後淪落到貴族學校成為校工，企圖向里昂報復，試圖綁架安潔莉卡和奧莉薇亞，卻因為她們的實力太強了而失敗，使他轉而綁架緁娜和芬莉，後被母親埋入魔裝碎片變成怪物，吞食了母親和姐姐梅爾榭，最後被里昂殺死。
梅爾榭
佐拉之女，里昂的名義上的大姐，實際上是佐拉與精靈僕從所生，與里昂沒有血緣關係。後因公國入侵時逃亡而被廢除貴族地位。失去地位後淪落到酒館成為陪酒女，並企圖顛覆荷爾法特王國以回歸女尊男卑的社會，同時打算向里昂報復，最後被變成怪物的路特亞特吞食。

#### 貴族學校
路卡斯·拉法·荷爾法特（聲：速水獎）
貴族學校禮儀課程的老師，典型的紳士。里昂茶藝方面的老師，也是里昂第一個打從心底佩服的人。並尊稱他為「大師」。在里昂前往共和國留學時升職成為校長。小說第十二卷得知為王族其中一员，是先王的王弟、現任國王羅蘭的叔叔，爵位為正式的二位下宫廷贵族的大公爵，本為王位第一順位繼承人，在先王過世後被臣民期待他登上王位，但本身不喜權力鬥爭，便將阶位和爵位奉还離開王族。
在動畫中得知正式名稱為「路卡斯」。
凱爾（聲：竹內順子）
男性半精靈，瑪麗耶的專屬僕從。在女性向遊戲第一部中是主角專屬的僕從與隱藏可攻略角色，在攻略角色中是最有常識的一個。非常毒舌。因為半精靈的緣故，與母親一同不被精靈所接受，所以想找個好雇主好在某天帶著母親一起離開故鄉。
在小說第三卷與瑪麗耶和五個沒用的可攻略角色一同行動後才開始慢慢信任起瑪麗耶。在瑪麗耶不得不擔負起五笨蛋的生活後，與瑪麗耶相認的里昂接手了她大部分的麻煩，凱爾也因此與卡拉變成了實質上由里昂雇傭的狀態。
卡拉·馮·維因（聲：白石晴香）
前卡拉準男爵的次女，因依附的奧弗利伯爵家與空賊勾結一事曝光，卡拉的家族受到牽連也失去了貴族地位，而被學校眾人輕蔑為王國的背叛者。無家可歸的她之後被瑪麗耶收留成為其僕從。
瑪麗耶和五個沒用的可攻略角色不得不一同行動後，因為想報答當時被收留的恩情而對瑪麗耶不離不棄，即使是瑪麗耶因假冒聖女一事被問罪時也依然支持著她。
是這個貴族價值觀十分偏差的世界中少有的具備正常價值觀的人。里昂與瑪麗耶相認並接手了她大部分的麻煩後，她與凱爾實質上都成了由里昂雇傭的狀態。
丹尼爾·馮·德蘭、雷蒙·馮·亞金（聲：坂泰斗、土田玲央）
里昂的朋友。在里昂與遊戲中五名可攻略角色決鬥時賭里昂贏，而在賽後獲得巨額獎金。
克拉莉絲·菲亞·亞托利（聲：鈴代紗弓）
亞托利伯爵家千金，里昂的學姐。吉爾克的前未婚妻。由於吉爾克單方面毀棄了婚約而自暴自棄，不但找了多名僕從當情人，還與其他不良學生廝混度日。之後為了報復吉爾克，於是在體育祭的飛行機車大賽對其飛行機車做了手腳，但由於里昂的介入而失敗，為此負傷的里昂於是要求吉爾克出面解釋，克拉莉絲這才有所釋懷，並恢復了過去作為千金小姐的舉止打扮。
因為此事開始參加里昂在學校舉辦的茶會，並對他有了好感。
結局與里昂結婚，成為其妻子。
戴德莉·馮·羅茲布雷（聲：喜多村英梨）
羅茲布雷伯爵家的千金，里昂的學姐。擅長魔法。對自己作為冒險者的後代一事引以為傲。在姐姐朵洛希亞嫁入巴魯特法爾特家後與里昂成為姻親。
結局與里昂結婚，成為其妻子。
史蒂芬妮·馮·奧弗利（聲：諏訪彩花）
奧弗利伯爵家的千金，布拉德的前未婚妻，也是卡拉老家維因家的宗主。個性卑劣，對自己的所作所為毫無悔意，不但屢次以惡劣的態度對待里昂等男性學生。由於家族屬於佛萊普頓侯爵的派系，因此視安潔莉卡為眼中釘，悔婚事件後，在加上雷德古列夫公爵家失勢後更是直接對安潔莉卡惡言相向。此外也百般刁難身為平民的奧莉維亞。
他所屬的奧弗利伯爵家是個富商家庭，以龐大的財力而取得貴族頭銜，同時與公國之間有商業往來。由於布拉德所屬的菲爾德邊境伯爵家位在邊境，再加上奧弗利伯爵家不像其他古老的貴族家庭一樣擁有冒險者的血脈，家族打算透過與布拉德之間的婚姻來提升家族的地位。雖然曾和布拉德訂婚，但訂婚前後也才只說過幾次話。自從決鬥事件後，兩人便解除了婚約關係。
之後暗中勾結空賊，並指使卡拉委託里昂討伐空賊，企圖借空賊之手除掉里昂。然而由於里昂實力過於強大而失敗，最終因與空賊勾結一事曝光後使到奧弗利家被廢除貴族地位，父親與兄長被處死，本人也被貴族學校強制退學。
在動畫中官方中給予正式名稱為「史蒂芬妮」，瑪麗耶if線也沿用該名，網路版與原作小說沒有提及她的名字，只被介紹為「伯爵千金」。
丹·菲亞·艾爾加（聲：近藤隆）
克拉莉絲的隨從，十分崇拜克拉莉絲。個性耿直。十分痛恨拋棄克拉莉絲的前未婚夫吉爾克。由於痛恨吉爾克，曾在里昂與遊戲中五名可攻略角色決鬥時賭里昂贏，而在賽後獲得巨額獎金。
亞隆
女性向遊戲第三部出場的可攻略角色。
轉生者，企圖對奧莉薇亞出手反被克莉耶爾當作實驗材料，在克莉耶爾的洗腦下行為逐漸女性化，其後更被克莉耶爾施以變性手術成為女性。 成為女性後改名為亞蕾。
成為女性後仍然保有作為冒險者的強大實力。
奧斯卡·菲亞·霍岡
第二王子傑克的同奶兄弟。女性向遊戲第三部出場的可攻略角色。後來與里昂的妹妹芬莉關係很好，但看見芬莉蹂躪梅爾榭的時候就戀心破滅了。之後里昂的姐姐緁娜乘虛而入，成為了緁娜的男朋友。

#### 貴族
文斯·拉法·雷德古列夫（聲︰岸野幸正）
安潔莉卡的父親。爵位為公爵。後因尤利烏斯被廢嫡而失勢。
吉爾伯特·拉法·雷德古列夫（聲︰野島健兒）
安潔莉卡的哥哥。平日從旁輔佐父親。自從尤利烏斯被廢嫡再加上父親失勢後，嘗試拉攏地位日益高漲的里昂。
邁爾坎·馮·佛萊普頓
爵位為侯爵。雷德古列夫公爵家失勢後取代其地位。因忌憚聲望與地位日益高漲的里昂而在公國入侵時陷害里昂，使他含冤入獄。最後因私通公國的罪証被揭露後連同其黨羽一同被捕。

### 凡歐斯公國
本作的敵對國之一，起初原本是荷爾法特王國的凡歐斯公爵領，後來從荷爾法特王國獨立成為一個主權國家。但該國自荷爾法特王國獨立以來，經常侵略荷爾法特王國，之後卻反被荷爾法特王國報復性侵略，再加上公國的王室對全國上下進行洗腦教育，因此該國的居民對荷爾法特王國抱有強烈的仇恨，同時與荷爾法特王國長期紛爭不斷。擁有魔裝和操控魔物的技術，與荷爾法特王國不同，該國沒有女尊男卑的問題，後來在入侵荷爾法特王國的戰爭中戰敗後滅國。領土則降格為凡歐斯公爵領由荷爾法特王國管理
赫特魯蒂·賽拉·凡歐斯（聲︰雨宮天）
凡歐斯公國第一公主。原本是女性向遊戲第一部出場的最終敵人，持有「失落物品」的魔笛。由於從小被身邊的人灌輸仇恨王國的思想，因此覺得王國的人是一群野蠻人。在尤利烏斯被廢嫡後試圖率軍襲擊滿載學生的豪華客輪，在失敗後被里昂俘虜，之後對里昂產生興趣。事後作為留學生的名義在荷爾法特王國的貴族學校上學。
在公國戰爭中被蓋拉特救走，在妹妹去世後精神崩潰。
其後在公國戰敗後降格為公爵千金，並且對於自己妹妹的死感到懊悔不已，不僅失去了自己的國家和家人，還被王國嚴密監視。
結局與里昂結婚，成為其妻子。
赫特勞妲·賽拉·凡歐斯
凡歐斯公國第二公主，赫特魯蒂的妹妹。原本是女性向遊戲第三部出場的最終敵人。與姐姐同樣從小被身邊的人灌輸仇恨王國的思想。最終在公國戰爭中因召喚守護神而死在姐姐的懷裡。小說第十三卷短暫出現，幫里昂回歸，並希望里昂能給姐姐幸福。
班戴爾·希姆·賽登（聲︰宇垣秀成）
人稱「黑騎士」的公國最強英雄，爵位為子爵。原本是女性向遊戲第一部出場的最強敵人。被王國的人所畏懼。在過去與王國戰爭中失去了妻子與女兒，因此十分痛恨王國。在襲擊滿載學生的豪華客輪時被里昂擊敗，更被奪去了大劍。
後來在里昂遭陷害期間回到公國，在那之後與赫特魯蒂送到公國的魔裝進行融合，並再度向里昂展開復仇戰，最後被魔裝侵蝕成為怪物，被里昂給消滅。
小說第十三卷短暫出現，幫里昂回歸，同時也希望里昂能讓赫特魯蒂跟其他未婚妻能有幸福的人生。
蓋拉特（聲︰黑田崇矢）
爵位為伯爵。率領公國軍襲擊滿載學生的豪華客輪的指揮官。在里昂衝入旗艦時被里昂擊暈，遭到魯克西翁以永久脫毛模式拔去引以為傲的鬍子。戰敗後被里昂俘虜。
後來在里昂遭陷害期間回到公國，回國後再度參與入侵荷爾法特王國的戰爭，最終在下達撤退之時因里昂摧毀了旗艦而陣亡。

### 艾爾澤共和國
瑪麗耶前世所遊玩的女性向遊戲第二部的舞台。技術比荷爾法特王國先進，同時該國崇尚聖樹信仰，擁有國家根基的巨大聖樹。由於該國並非君主制的國家，而是採用貴族共和制，因此沒有國王，取而代之的則是六大家族共同統治（原為七大家族，由於萊斯皮納斯家族投入試圖掌控聖樹之研究而觸怒聖樹因而失去了聖樹的加護，同時還遭到另外六大家族討伐而被除名，因而剩下六大家族）。
蕾莉亞·貝爾崔
諾艾爾的雙胞胎妹妹。個性自私自利、自我中心。真名為蕾莉亞·吉爾·萊斯皮納斯。遊戲中不存在的角色。
轉生者，是一名遊戲玩家。由於討厭壞結局而全部不看，因此有關遊戲知識有不少缺漏之處。與同為轉生者的瑪麗耶關係惡劣，雙方初次見面時便互相指責對方，並嘲諷瑪麗耶開逆後宮的行為。本人把可攻略角色中最安全的艾米爾攻略，並把個性危險的羅克強推給姐姐。在姐姐被羅克強行戴上項圈觸發壞結局條件後被瑪麗耶怒罵。
轉生後曾因為被父母認為沒有聖樹巫女該有的素質，因而對姊姊諾艾爾產生嫉妒和厭惡。但在諾艾爾為了救她而幫她擋下了艾米爾的一槍後，對諾艾爾和艾米爾感到愧疚。
在艾米爾死後，為了贖罪而成為聖樹的巫女。
艾迪歐
蕾莉亞的搭檔。舊人類所製造的宇宙移軍用補給艦中搭載的人工智慧，性能上非常萬能。

約翰
諾艾爾的同學
露易潔·沙拉·拉烏特
拉烏特家的千金。原本是瑪麗耶前世所遊玩的女性向遊戲第二部的反派千金，曾經有一個名字與里昂相同、相貌相似的弟弟。把來到共和國的里昂當作已去世的弟弟看待。十分痛恨把自己弟弟遺照燒燬的義弟賽吉。知道貝爾崔姊妹是萊斯皮納斯家的倖存者，因而敵視她們。
結局與里昂結婚，成為其妻子。
里昂·沙拉·拉烏特
拉烏特家的少爺，露易潔的親生弟弟，亞爾貝克的親生兒子，諾艾爾的青梅竹馬，在五歲時逝世。
亞爾貝克·沙拉·拉烏特
露易潔的父親，拉烏特家的現任當家兼共和國代理議長。原本是瑪麗耶前世所遊玩的女性向遊戲第二部的最終反派，有一個早逝的兒子里昂。當看見相貌與自己早逝的兒子相似的里昂後便全力支援里昂。
賽吉·沙拉·拉烏特
拉烏特家的少爺與下任當家，露易潔的義弟、亞爾貝克的養子。原本是瑪麗耶前世所遊玩的女性向遊戲第二部的可攻略角色之一。個性偏執、妒忌心重、忘恩負義。渴望得到家人的關愛，卻用錯方式。因為暗戀過露易潔，確曾把露易潔早逝的弟弟里昂遺照燒燬，導致露易潔十分仇視自己。十分敵視來到共和國的里昂。在艾迪歐的慫恿下，與費維爾家合作，且私下參與革命軍，企圖顛覆共和國政府，僭號稱王，並綁架了尤梅莉亞，揚言迎娶她為王后，並剝奪上萬名共和國貴族子弟們的聖樹加護，同時對外與野心勃勃的拉榭爾神聖王國勾結。後來搭乘人馬型的機體與里昂的亞洛岡茲決戰，其後艾迪歐甚至擅自動用魔裝卻敗給對方。由於已經被魔裝侵蝕成為怪物，本應該由義父亞爾貝克親手處決，但里昂不希望弄髒他的手，因此由里昂親手用霰彈槍給予解脫。
羅克·雷塔·巴列艾爾
巴列艾爾的少爺與下任當家。原本是瑪麗耶前世所遊玩的女性向遊戲第二部的可攻略角色之一。個性自私，佔有慾強烈。強行把項圈戴在諾艾爾的頸上，並強逼對方與自己結婚。在婚禮途中由於里昂帶走了諾艾爾而顏面盡失，之後被里昂擊敗而失去了聖樹的加護。失去加護後被廢嫡。
艾米爾·拉兹·普雷瓦
蕾莉亞的男朋友，原本是瑪麗耶前世所遊玩的女性向遊戲第二部的可攻略角色之一。雖然在遊戲中是最好攻略的角色，但事實上他的病嬌程度更勝羅克。
皮耶魯·伊歐·費維爾
費維爾家的二少爺，瑪麗耶前世所遊玩的女性向遊戲第二部的反派角色之一，性格粗魯、囂張、傲慢且不講理，瞧不起他人，甚至連除了自己家族以外的另外五大家族的人也不放在眼裡，儘管自己隸屬的家族費維爾家是共和國六大家族中發言權實屬最低，同時也鄙視來到共和國的里昂等人，曾一度從里昂手中奪走魯克西翁。之後被里昂擊敗他。因自己未能遵守聖樹的誓言而被剝奪了聖樹的庇護，淪為「無守護者」。這意味著他作為貴族徹底消亡了。里昂嘲笑他的悲慘處境，甚至稱他為小丑，但他已無法咒罵或反駁，只能在難以承受的羞辱和絕望中顫抖哭泣。
除了上述事件之外，他還被揭露試圖推翻兄長，這讓他怒不可遏。雖然官方稱他“自殺”，但實際上他似乎被囚禁在地下並遭受酷刑。此後，他的下落不明。

### 沃爾迪諾瓦神聖魔法帝國
巴爾德魯德·路克斯·埃茲伯格
沃爾迪諾瓦神聖魔法帝國的皇帝，米亞的父親。十分溺愛女兒米亞。
轉生者，是芬恩的諮詢對象。最終被兒子所弒。
米亞/米莉亞絲·路克斯·埃茲伯格
女性向遊戲第三部的主角。來自帝國的留學生。實際上是皇帝巴爾德魯德的私生女。與艾瑞卡相反，作為新人類的她必須依靠魔素生存，因此在缺乏魔素的環境下身體變得虛弱。後被阿爾剛帝亞挾持成為人質。
芬恩·路達·赫林
米亞的守護騎士。擁有與里昂匹敵的實力。遊戲中不存在的角色。
轉生者，在前世從旁觀察妹妹玩女性向遊戲。由於米亞與前世的妹妹相似，因而不惜一切保護對方。
布雷普
新人類製作的生物兵器的核心。與舊人類製作的魯克西翁關係惡劣。芬恩稱其為「黑助」，而米亞則稱其為「布君」。
阿爾剛帝亞
新人類製作的生物兵器的主核心，十分仇視舊人類。企圖滅絕與舊人類相關的一切事物。脅持米亞作為人質，並強逼芬恩和布雷普與荷爾法特王國交戰。
莫里茲·路克斯·埃茲伯格
沃爾迪諾瓦神聖魔法帝國的皇太子，巴爾德魯德的長子，米亞同父異母的哥哥。個性欠缺威嚴、舉止粗野。在阿爾剛帝亞的煽動下弒父奪位。
結局因弒父而被判終身軟禁。

## 創作
作者在訪談中強調本作為男性向（目標受眾為男性）作品，而非如標題所示的女性向（目標受眾為女性）；主角也是男生。作品以「因果報應」、「勸善懲惡」為主題。本作創作意念源於「惡役千金」類作品，這類作品受到女性讀者歡迎。作者稱有些惡役千金作品也符合男性讀者的口味，於是想嘗試寫這種男性向的惡役千金作品。作品世界觀上強調「女尊男卑」，作者表示這是後宮作品的男女逆轉版本。作者刻意在作品中解釋了這個世界為何會變得女尊男卑，而不想停留在「因為這是遊戲世界」的論述。他在寫這部作品前從未玩過少女遊戲，為此做了一些資料搜集。
實體版小說第4卷跟網絡連載版有大幅改動，第5卷則跟網絡版完全不同。

## 出版書籍

### 輕小說

#### 本傳
| 卷數 | 微雜誌社       | 微雜誌社                                                        | 青文出版社     | 青文出版社                                              |
| 卷數 | 發售日期       | ISBN                                                            | 發售日期       | ISBN                                                    |
| ---- | -------------- | --------------------------------------------------------------- | -------------- | ------------------------------------------------------- |
| 1    | 2018年5月30日  | ISBN 978-4-89637-753-8                                          | 2020年12月17日 | ISBN 978-986-512-585-1 ISBN 978-986-512-691-9（限定版） |
| 2    | 2018年10月30日 | ISBN 978-4-89637-830-6                                          | 2021年4月22日  | ISBN 978-986-512-918-7 ISBN 978-986-512-919-4（限定版） |
| 3    | 2019年3月29日  | ISBN 978-4-89637-864-1                                          | 2021年8月2日   | ISBN 978-626-303-271-2 ISBN 978-626-303-272-9（限定版） |
| 4    | 2019年8月30日  | ISBN 978-4-89637-911-2                                          | 2022年1月19日  | ISBN 978-626-303-717-5 ISBN 978-626-303-718-2（限定版） |
| 5    | 2020年1月30日  | ISBN 978-4-89637-975-4                                          | 2022年3月17日  | ISBN 978-626-303-982-7 ISBN 978-626-303-983-4（限定版） |
| 6    | 2020年7月30日  | ISBN 978-4-86716-033-6 ISBN 978-4-86716-034-3（廣播劇CD限定版） | 2022年5月12日  | ISBN 978-626-322-321-9 ISBN 978-626-322-322-6（限定版） |
| 7    | 2021年1月30日  | ISBN 978-4-86716-106-7                                          | 2022年7月27日  | ISBN 978-626-322-983-9 ISBN 978-626-322-984-6（限定版） |
| 8    | 2021年6月30日  | ISBN 978-4-86716-157-9                                          | 2023年1月11日  | ISBN 978-626-340-144-0 ISBN 978-626-340-145-7（限定版） |
| 9    | 2021年11月30日 | ISBN 978-4-86716-214-9                                          | 2023年1月16日  | ISBN 978-626-340-295-9 ISBN 978-626-340-296-6（限定版） |
| 10   | 2022年5月30日  | ISBN 978-4-86716-299-6                                          | 2023年5月15日  | ISBN 978-626-340-816-6 ISBN 978-626-340-817-3（限定版） |
| 11   | 2022年12月28日 | ISBN 978-4-86716-367-2                                          | 2024年1月15日  | ISBN 978-626-362-301-9 ISBN 978-626-362-302-6（限定版） |
| 12   | 2023年7月31日  | ISBN 978-4-86716-451-8                                          | 2025年4月2日   | ISBN 978-626-422-337-9 ISBN 978-626-422-338-6（限定版） |
| 13   | 2024年3月29日  | ISBN 978-486-716-555-3                                          | 2025年6月19日  | ISBN 978-626-422-543-4 ISBN 978-626-422-544-1（限定版） |

#### if線故事《那個女性向遊戲對我們很不友好》
自本傳第3卷起，if線故事「瑪麗耶路線」以問卷特典形式刊載，在小說結尾或者腰封背面印有前往網絡問卷的連結，讀者在完成問卷後便可閱覽。截至第6卷，篇幅約有兩卷小說份量。2022年6月20日，宣佈大幅加筆書籍化，命名為《那個女性向遊戲對我們很不友好》。
| 卷數 | 微雜誌社       | 微雜誌社               | 青文出版社    | 青文出版社             |
| 卷數 | 發售日期       | ISBN                   | 發售日期      | ISBN                   |
| ---- | -------------- | ---------------------- | ------------- | ---------------------- |
| 1    | 2022年12月28日 | ISBN 978-4-86716-369-6 | 2024年3月27日 | ISBN 978-626-383-007-3 |
| 2    | 2023年7月31日  | ISBN 978-4-86716-452-5 | 2025年7月23日 | ISBN 978-626-422-720-9 |
| 3    | 2024年2月29日  | ISBN 978-4-86716-540-9 |               |                        |
| 4    | 2024年9月30日  | ISBN 978-4-86716-639-0 |               |                        |

### 漫畫
| 卷數 | KADOKAWA      | KADOKAWA               | 青文出版社     | 青文出版社             |
| 卷數 | 發售日期      | ISBN                   | 發售日期       | ISBN                   |
| ---- | ------------- | ---------------------- | -------------- | ---------------------- |
| 1    | 2019年6月8日  | ISBN 978-4-04-073204-6 | 2020年12月17日 | ISBN 978-986-512-662-9 |
| 2    | 2019年9月9日  | ISBN 978-4-04-073321-0 | 2021年2月1日   | ISBN 978-986-512-798-5 |
| 3    | 2020年4月9日  | ISBN 978-4-04-073613-6 | 2021年8月2日   | ISBN 978-986-549-882-5 |
| 4    | 2020年8月7日  | ISBN 978-4-04-073770-6 | 2021年10月14日 | ISBN 978-626-303-605-5 |
| 5    | 2020年12月9日 | ISBN 978-4-04-073901-4 | 2022年2月10日  | ISBN 978-626-303-980-3 |
| 6    | 2021年7月9日  | ISBN 978-4-04-074171-0 | 2022年7月14日  | ISBN 978-626-322-655-5 |
| 7    | 2022年1月8日  | ISBN 978-4-04-074384-4 | 2022年9月8日   | ISBN 978-626-322-880-1 |
| 8    | 2022年5月9日  | ISBN 978-4-04-074528-2 | 2023年3月8日   | ISBN 978-626-340-612-4 |
| 9    | 2022年10月7日 | ISBN 978-4-04-074714-9 | 2023年7月25日  | ISBN 978-626-362-167-1 |
| 10   | 2023年4月7日  | ISBN 978-404-074-934-1 | 2024年1月18日  | ISBN 978-626-362-874-8 |
| 11   | 2023年9月8日  | ISBN 978-4-04-075124-5 | 2024年9月19日  | ISBN 978-626-399-465-2 |
| 12   | 2024年4月9日  | ISBN 978-4-04-075407-9 | 2025年5月7日   | ISBN 978-626-422-435-2 |
| 13   | 2024年11月9日 | ISBN 978-4-04-075688-2 |                |                        |

除本篇漫畫《女性向遊戲世界對路人角色很不友好》外，衍生外傳漫畫《女性向遊戲幼稚園對路人角色很不友好》於月刊龍時代2022年7月號起開始連載，if線外傳漫畫《那部女性向遊戲世界對我們很不友好 》於月刊龍時代2023年6月號起開始連載。

#### 外傳漫畫《女性向遊戲幼稚園對路人角色很不友好》
| 卷數 | KADOKAWA     | KADOKAWA               |
| 卷數 | 發售日期     | ISBN                   |
| ---- | ------------ | ---------------------- |
| 1    | 2023年4月7日 | ISBN 978-4-04-074935-8 |
| 2    | 2024年4月9日 | ISBN 978-4-04-075406-2 |

## 迴響
《這本輕小說真厲害！2020》單行本、Novels部門第8位。《這本輕小說真厲害！2023》單行本、Novels部門第14位。《這本輕小說真厲害！2024》單行本、Novels部門第18位。截止2020年7月，系列累積發行逾30萬本。截止2021年6月，累積發行逾76萬本。截止2021年11月，系列累積發行量逾130萬本。截止2022年7月，系列累積發行量逾200萬本。截止2022年12月，系列累積發行量逾230萬本。截止2023年4月，系列累積發行量逾250萬本。截止2023年9月，系列累積發行量逾300萬本。截止2024年7月，系列累積發行量逾450萬本。

## 電視動畫
2021年11月25日，宣布將獲改編為電視動畫，於2022年4月播放。同日公開前導視覺圖和第1條宣傳片，並公佈主要製作人員和聲優陣容。動畫製作公司是ENGI。宣傳上屬於Comic RIDE五週年、GC Novels七週年紀念活動中的「五大計劃」的第5項計劃。2022年1月26日，公開第1張主視覺圖。2月22日，公開第2張主視覺圖，並公佈瑪麗耶以及遊戲中五名可攻略對象的聲優。3月4日，宣佈首播日期是4月3日，以及將於3月26日在AnimeJapan 2022的KADOKAWA攤位舉辦舞台活動，聲優大塚剛央、市之瀨加那、菲魯茲·藍、佐倉綾音和鈴村健一將會出席。3月15日，公開第2條宣傳片和第3張主視覺圖，並公佈飾演魯克西翁的聲優是石田彰。宣傳片中初次披露由伊東歌詞太郎主唱的片頭曲《沉默的少數》（サイレントマイノリティー），以及動畫中機械人戰鬥片段。
網絡電台節目《女性向遊戲世界的電台節目對主角很不友好》（乙女ゲー世界はMCに厳しいラジオです）由2022年4月6日起在音泉播出，隔週星期三更新，大塚剛央、市之瀨加那主持。
作者三嶋與夢在2020年夏季時收到負責編輯聯絡，初次獲告知有在談動畫化的消息，但當時尚未落實。幾個月後的秋季，得知正式落實動畫化計劃。

### 製作人員
- 原作：三嶋與夢
- 人物原案：孟達
- 導演：三浦和也、福元信一（福元しんいち）
- 系列構成、劇本：豬原健太
- 人物設定：鈴木政彥
- 美術監督：中久木孝將、河合良介
- 美術設定：中尾陽子
- 色彩設計：長谷川美穗
- 攝影監督：石山智之
- 編輯：上野勇輔
- 音響監督：濱野高年
- 音響效果：安藤由衣
- 音樂：橋口佳奈、新田目翔
- 動畫製作：ENGI[6][7]

### 主題曲
片頭曲沉默的少數
作詞、作曲：伊東歌詞太郎，編曲：akkin，主唱：伊東歌詞太郎
片尾曲selfish
作詞：，作曲、編曲：白戶佑輔，主唱：安月名莉子

### 集數列表
| #01 | 我討厭這個世界                  | 増田敏彥 | 福元信一   | 宇井川真明 和田祐二 柳昇希                                                                                   | 栗原學          | 2022年 4月3日 |
| #02 | 這位小姐， 要不要和我喝杯茶？   | 釘宮洋   | 粟井重紀   | 首藤武夫 櫻井拓郎 王敏 周健 姜智慧 劉冬冬 李李偉峰                                                           | 栗原學          | 4月10日       |
| #03 | 來和我決鬥吧，王子殿下          | 熊野千尋 | 熊野千尋   | 柳昇希 朴明煥 李官雨 金慶鎬                                                                                  | 鈴木政彥 栗原學 | 4月17日       |
| #04 | 要我手下留情也不是不行哦        | 山崎茂   | 佐佐木纯人 | 和田祐二 Min Hyun Sook Hwang In Cheol Choi Kyung Seok Moon Bong Jun Kim Jong Heon Shin Sang Tae Kim Jung Woo | 栗原學          | 4月24日       |
| #05 | 爽死了                          | 釘宮洋   | 金澤由季   | Lee Seong jin Lee Eun young Kang Hyeon guk Hwang Seong won                                                   | 栗原學          | 5月1日        |
| #06 | 我还是第一次参加校庆            | 熊野千尋 | 熊野千尋   | Kim Jongbeom Song Jinyeong 王俊 唐軍躍 鄭鋒                                                                  | 鈴木政彦        | 5月8日        |
| #07 | 同为讨厌帅哥之人                | 山崎茂   | 山本辰     | 宇井川真明 SAKURA                                                                                            | 栗原学          | 5月15日       |
| #08 | 我也不是闹着玩的                | 釘宮洋   | 月野正志   | 羽野廣範 臼田美夫 和田祐二 王敏 周曉華 徐超 姜智慧 劉冬冬 李偉峰                                             | 鈴木政彦        | 5月22日       |
| #09 | 因为是好利用的女生              | 増田敏彦 | 庭素彦     | 柳昇希 朴明煥 李官雨 金慶鎬 李李英美                                                                         | 鈴木政彦        | 5月29日       |
| #10 | 和假贵族不一样                  | 熊野千尋 | 熊野千尋   | 王敏 趙小川 陳玲玲 姜海華 李偉峰 劉冬冬 姜智慧 周健                                                          | 鈴木政彦        | 6月5日        |
| #11 | 现在 我可以做到的事             | 釘宮洋   | 内堀雅人   | 王敏 趙小川 陳玲玲 姜海華 李偉峰 劉冬冬 姜智慧 周健                                                          | 鈴木政彦        | 6月12日       |
| #12 | 不论这个 恋爱游戏世界有多不友好 | 山崎茂   | 福元新一   | 王敏 趙小川 陳玲玲 姜海華 李偉峰 劉冬冬 姜智慧 周健                                                          | 鈴木政彦        | 6月19日       |

### 播映平台
日本深夜動畫：下文記載的日本国内播放時間使用日本標準時間（UTC+9）表示。因為部分時間标识會採用30小时制，因此請留意这类超过24:00的时间，其實際播放時間為翌日清晨。
| 播放日期             | 播放時間（UTC+9）  | 播放電視台 | 播放地區   | 備註             |
| -------------------- | ------------------ | ---------- | ---------- | ---------------- |
| 2022年4月3日—6月19日 | 星期日 21:00—21:30 | AT-X       | 日本全國   | 衞星廣播，有重播 |
| 2022年4月3日—6月19日 | 星期日 24:30—25:00 | TOKYO MX   | 東京都     |                  |
| 2022年4月4日—6月20日 | 星期一 24:00—24:30 | BS日視     | 日本全國   | 衞星廣播         |
| 2022年4月4日—6月20日 | 星期一 26:59—27:29 | 讀賣電視台 | 近畿廣域圈 |                  |

| 播映地區         | 播映平台       | 播映日期              | 播映時間（UTC+8） | 備註            |
| ---------------- | -------------- | --------------------- | ----------------- | --------------- |
| 中國大陸         | bilibili       | 2022年4月10日—6月19日 | 星期日 21:00      | [ 67 ]          |
| 香港、澳門、台灣 | bilibili       | 2022年4月3日—6月19日  | 星期日 21:00      | [ 68 ]          |
| 台灣             | 巴哈姆特動畫瘋 | 2022年5月12日—6月19日 | 星期日 22:00      | 第1—6集同日上架 |

### BD
| 卷數 | 發售日期      | 收錄話數     | 規格編號   |
| ---- | ------------- | ------------ | ---------- |
| 上   | 2022年7月27日 | 第1集—第6集  | ZMAZ-15481 |
| 下   | 2022年9月28日 | 第7集—第12集 | ZMAZ-15482 |

## 外部連結
- 成為小說家吧（日語）
- 小說官方網站（日語）
- 漫畫連載網站（日語）
- 電視動畫官方網站（日語）
- 電視動畫的X（前Twitter）（日語）
- 作者的X（前Twitter）
- 插畫繪師的X（前Twitter）